# Edificio Consorcio Santiago
El Edificio Consorcio Santiago es un edificio de oficinas ubicado en la Avenida El Bosque, en la comuna de Las Condes, en la ciudad de Santiago, Chile. Fue proyectado por los arquitectos Borja Huidobro y Enrique Browne, y construido en 1990 como edificio corporativo del Grupo Consorcio.
Con 17 niveles, el edificio tiene su fachada poniente curva, para alinearse con los ejes de la Avenida El Bosque y la Avenida Tobalaba, que cruza el sector en conjunto con el canal San Carlos. La fachada poniente está diseñada con una fachada interior con termopaneles, y una exterior con vegetación, que lo transforman en un jardín vertical de parrón vertical con enredaderas de hojas caduca.
El edificio obtuvo la Décima Bienal de Arquitectura de Chile en 1995, fue finalista de la Primera Bienal Iberoamericana de Arquitectura de Madrid en 1998 y ganó el Premio Obra Bicentenario en 2009.